# Mörk krimmerlav
Mörk krimmerlav (Rinodina sophodes) är en lavart som först beskrevs av Erik Acharius, och fick sitt nu gällande namn av A. Massal. Mörk krimmerlav ingår i släktet Rinodina och familjen Physciaceae.  Arten är reproducerande i Sverige. Inga underarter finns listade i Catalogue of Life.